# Bahnhof Witten-Annen Nord
Der Bahnhof Witten-Annen Nord liegt im urbanen Zentrum des Wittener Stadtteiles Annen. Er ist seit Mai 2006 nach der Entfernung der letzten Weichen aus betrieblicher Sicht ein Haltepunkt mit zwei Gleisen, die über einen Mittelbahnsteig erreicht werden.

## Geschichte

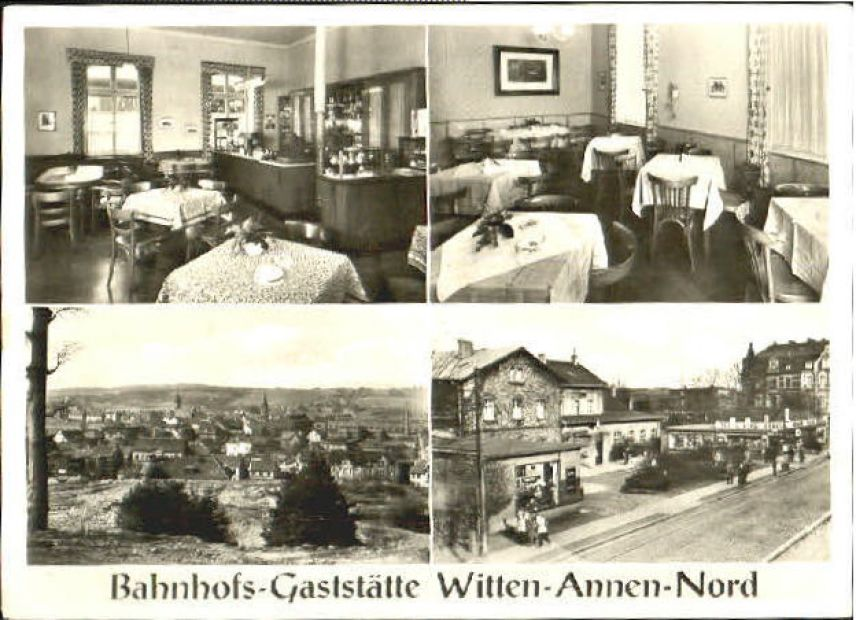
Historische Postkarte, ca. 1956

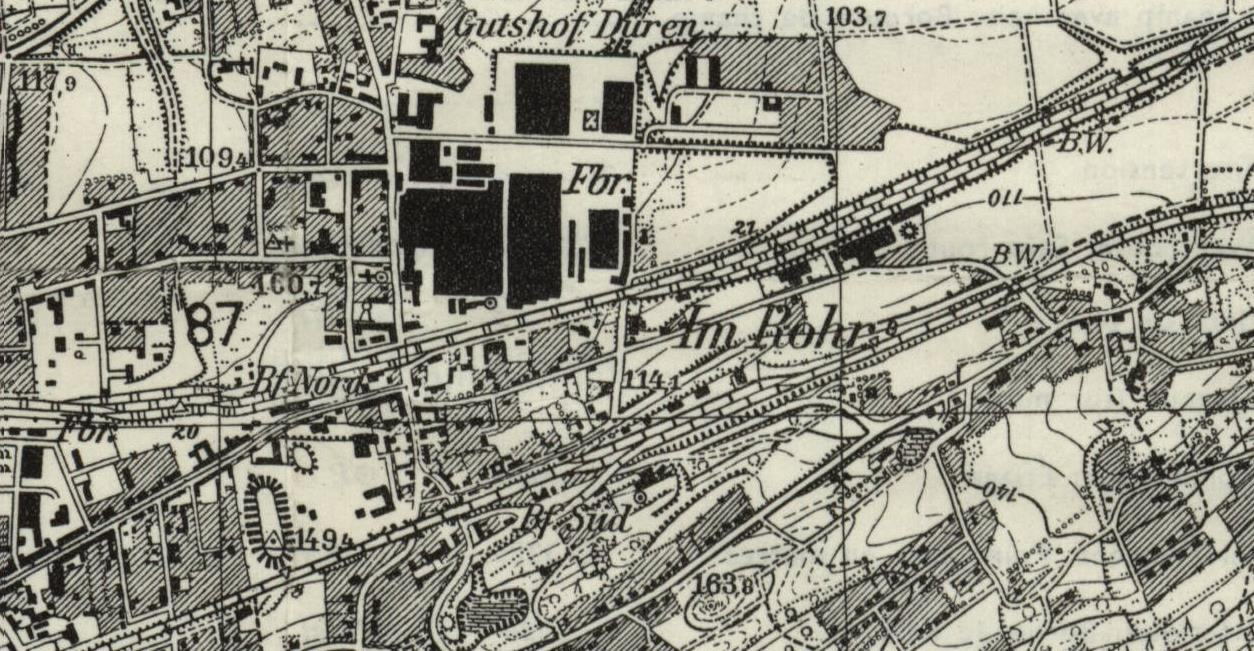
Karte der Annener Bahnhöfe um 1953

Der „Bahnhof Annen“ wurde am 9. März 1849 von der Bergisch Märkischen Eisenbahn-Gesellschaft an ihrer Stammstrecke Elberfeld–Dortmund eröffnet und diente dem Personen- und Güterverkehr. Der Güterbahnhof wurde circa 500 Meter östlich des Personenbahnhofs im Ortsteil Rüdinghausen errichtet. Das Abfertigungsgebäude befand sich auf dem heutigen Ardex Gelände gegenüber deren Informationszentrum. Östlich davon gab es noch eine größere Lagerhalle. Das westliche Drittel der zugehörigen Gleisharfe wurde mit der Ardex-Allee überbaut.
Nach der Eröffnung des Bahnhofes Annen Süd an der Bahnstrecke Dortmund-Löttringhausen–Bochum-Langendreer der Rheinischen Eisenbahn-Gesellschaft (daher auch „Rheinischer Esel“ genannt) am 15. Dezember 1880 wurde er in Bahnhof Annen Nord umbenannt.
In den 1990er Jahren wurde das Bahnhofsgelände neu geordnet und privatisiert. Das alte BME-Empfangsgebäude wurde durch ein privates Einkaufszentrum mit öffentlichem Parkplatz auf dem Dach ersetzt. In dessen Mitte befindet sich der Zugang zum Bahnsteig. Der Mittelbahnsteig wurde im Rahmen der Umgestaltung verkürzt und der ebenerdige Ausgang Stockumer Straße durch bauliche Maßnahmen geschlossen. Der Fachwerkbau der Stückguthalle am Westende des Bahnhofs wurde abgerissen und das Verladegleis zurückgebaut. Damit konnte der Bau der Ortsumgehung Annen-Mitte abgeschlossen werden. Im Rahmen von MORA C wurden Anfang der 2000er-Jahre die letzten verbliebenen, aber bereits stillgelegten Anschlussgleise der Firmen Siemens, thyssenkrupp und Ardex entfernt.
Bis zum 28. September 1985 fuhr die Straßenbahnlinie 320 zum Anner Nordbahnhof. Diese Strecke war am 4. Januar 1899 von der Märkischen Straßenbahn eröffnet worden. Anfang 1912 wurde die Märkische Straßenbahn von der Bochum-Castroper Straßenbahn übernommen, welche ihrerseits im Mai 1912 in der Westfälischen Straßenbahn aufging. Diese betrieb die Strecke mit der Linie K (Herbede –) Witten-Westbahnhof – Annen-Nord Bf, die im 20-Minuten-Takt fuhr. Nachdem die Westfälische mit der Bogestra zusammengeschlossen wurde, befuhr 1944 die Linie 29 Witten, Markt – Annen-Nord Bf werktags von 11 bis 20 Uhr im 20-Minuten-Takt den Ast. 1970 jedoch bedienten zwei Straßenbahnlinien den Bahnhof, nämlich die Linie 11 nach Witten Hauptbahnhof und die Linie 12 über Heven nach Herbede. Als am 1. Januar 1980 der VRR-Tarif eingeführt wurde, wurde die Linie 320 wieder zum Hauptbahnhof eingeführt. Seit der Einstellung 1985 folgt die Buslinie 320 dem Verlauf der Straßenbahn.

## Verkehrliche Bedeutung

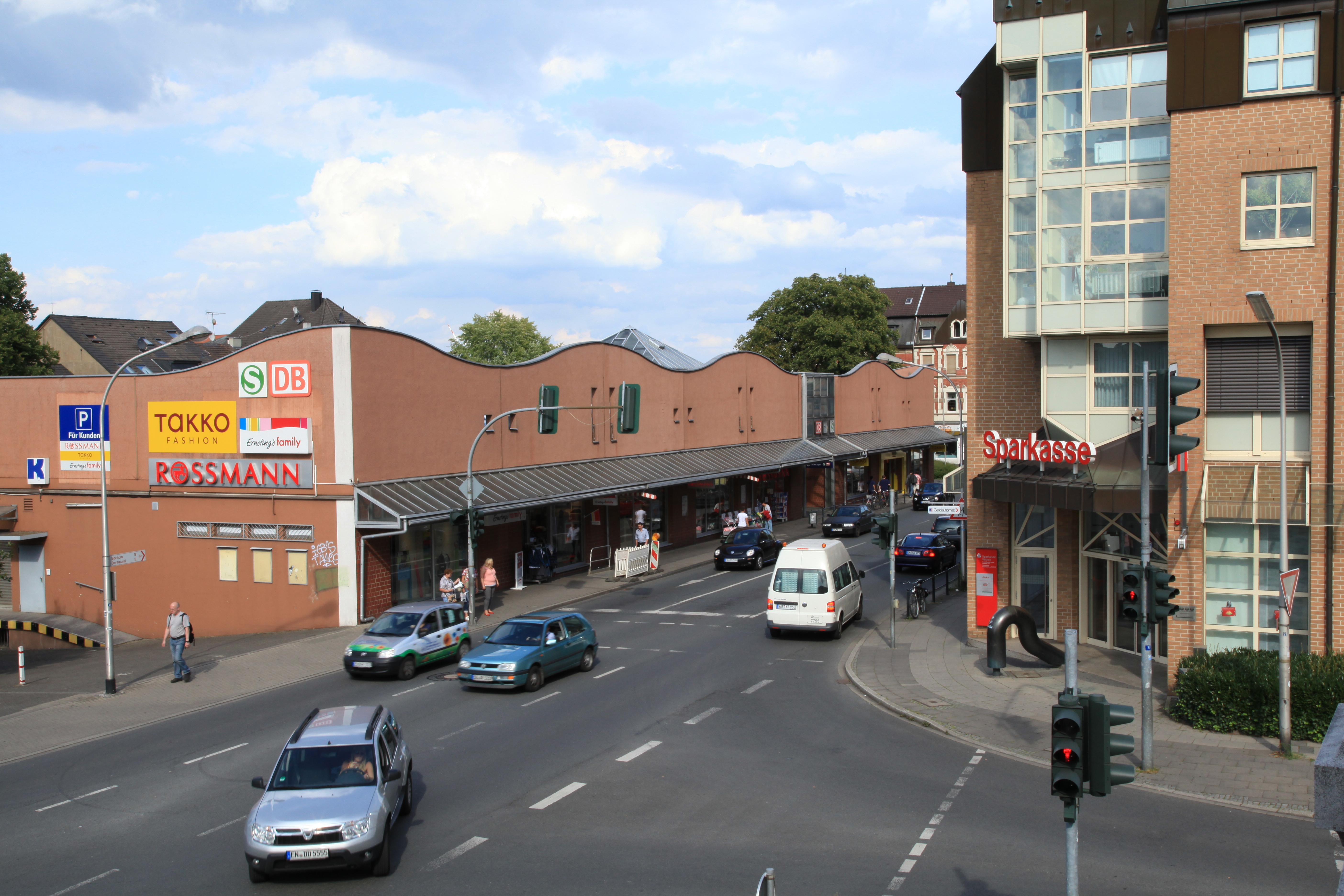
Einkaufszentrum mit Zugang zum Haltepunkt

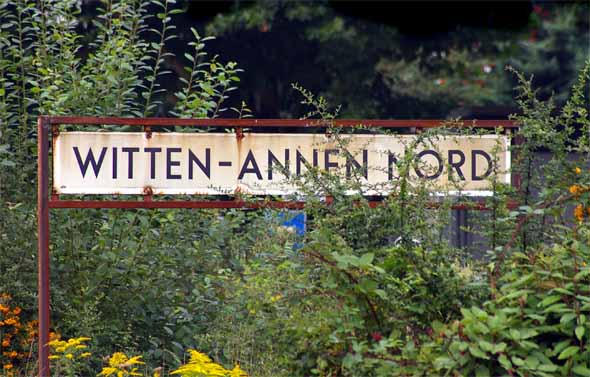
Bahnhofsschild

Der Bahnhof wird nicht vom Schienenpersonenfernverkehr bedient, im Schienenpersonennahverkehr ist er neben dem Wittener Hauptbahnhof der einzige S-Bahn-Halt in der Stadt Witten. Seit 1994 hält hier die von der DB Regio NRW GmbH betriebene Linie S 5 der S-Bahn Rhein-Ruhr zu Beginn im 20/40-Minuten-Rhythmus, seit dem Fahrplanwechsel im Dezember 2009 im Halbstundentakt. Seitdem gibt es nur noch einmal je Stunde eine Direktverbindung über den Wittener Hauptbahnhof hinaus nach Hagen
| Linie | Verlauf | Takt                                           |
| ----- | --- | ---------------------------------------------- |
| S 5   | Dortmund Hbf – Dortmund-Barop – Dortmund-Kruckel – Witten-Annen Nord – Witten Hbf – Wetter (Ruhr) – Hagen-Vorhalle – Hagen Hbf Stand: Fahrplanwechsel Dezember 2023 | 30 min (Dortmund–Witten) 60 min (Witten–Hagen) |

Im näheren Umfeld des Bahnhofs halten die Buslinien 320 und 375 der Bogestra und 373 der VER. Sie verbinden den Haltepunkt mit den Wohngebieten im Ort und den angrenzenden Stadtteilen Rüdinghausen und Stockum, sowie mit dem Stadtteil Herbede, der Ruhr-Universität, dem Wittener Stadtzentrum und der Nachbarstadt Sprockhövel. An Wochenenden verkehrt zudem die Nachtbuslinie NE18 nach Bochum-Langendreer (über Stockum und Witten-Zentrum).
| Linie | Verlauf | Takt (Mo–Fr)                                                                              | Betreiber |
| ----- | --- | ----------------------------------------------------------------------------------------- | --------- |
| 320   | Witten-Rüdinghausen – Witten-Annen – Witten Rathaus / Husemannstr. – Witten Hbf – Heven Dorf – Freizeitbad Heveney – Bochum-Querenburg, Ruhr-Universität / Herbede Mitte – Hattingen Steinenhaus – Niedersprockhövel Kirche | 15 min (Rüdinghausen–Witten Hbf) 30 min (Witten Hbf–Heven) 60 min (Heven–Sprockhövel/RUB) | Bogestra  |
| 373   | Holzkamp Gesamtschule / Witten-Annen Wendeschleife Am Hang – Witten-Annen – Stockum – Stockumer Bruch | 60 min                                                                                    | VER       |
| 375   | (Witten-Kämpen – Herbede) / Bochum-Querenburg, Ruhr-Universität – Witten-Heven – Witten Hbf – Witten Rathaus – Annen Markt – Witten-Annen – Holzkamp-Gesamtschule – Wartenberg / Große Borbach                              | 30/60 min                                                                                 | Bogestra  |

## Stellwerk

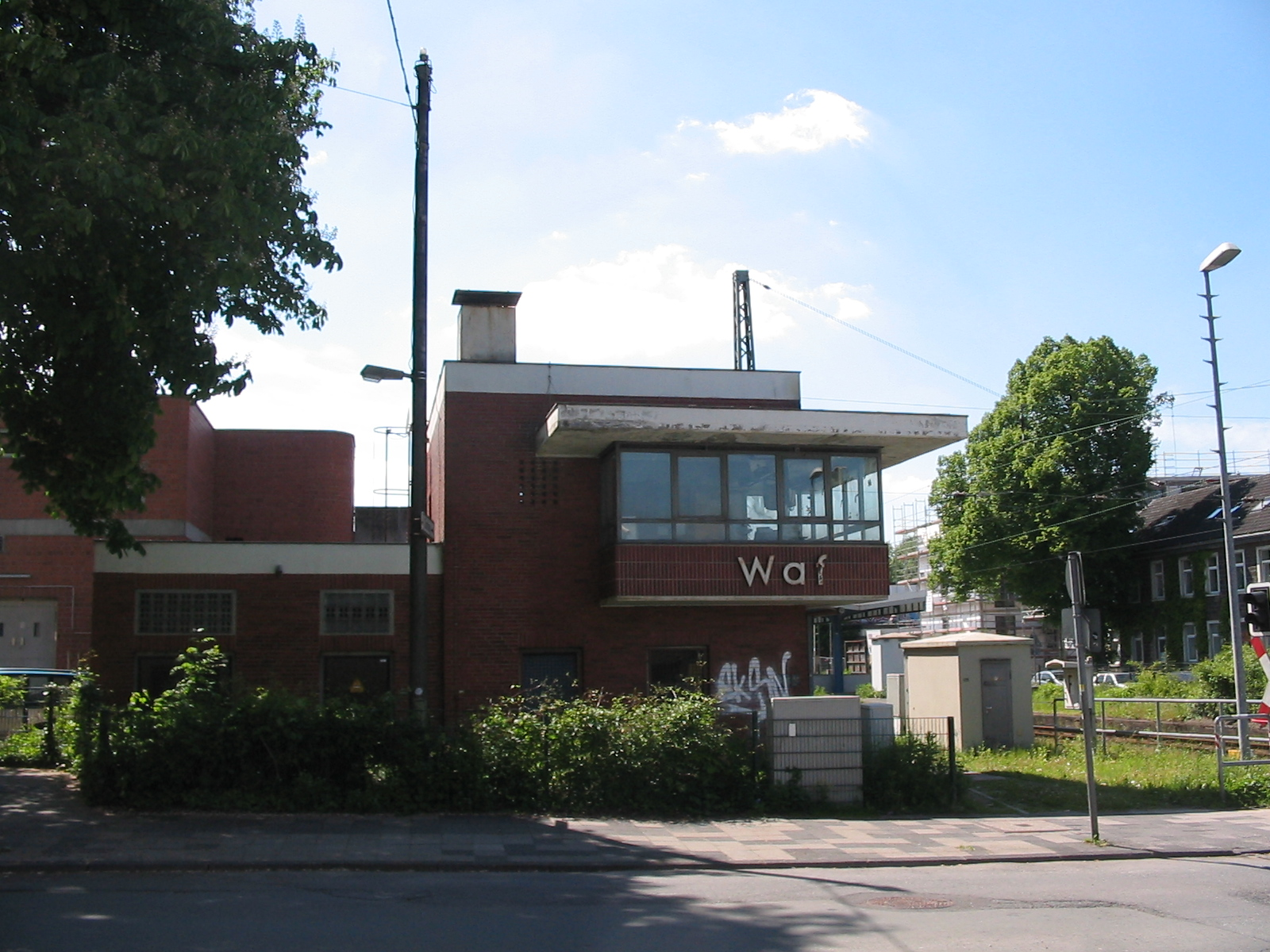
Ehemaliges Stellwerk Witten-Annen Nord

Das Stellwerk Waf (Witten-Annen Nord, Fahrdienstleiter) vom Typ Sp Dr S 60 wurde 1970 in Betrieb genommen. Zum Schluss wurde hier im Regelbetrieb nur noch der Bahnübergang Stockumer Straße gesteuert. Es wurde im Mai 2006 außer Betrieb gestellt, als der Bahnhof zum Haltepunkt zurückgebaut wurde. Sämtliche Weichen wurden entfernt. Allerdings ist der Bahnübergang weiterhin durch ein Blocksignal gedeckt, welcher inzwischen aus dem Stellwerk Witten Hauptbahnhof gesteuert wird.

## Sonstiges

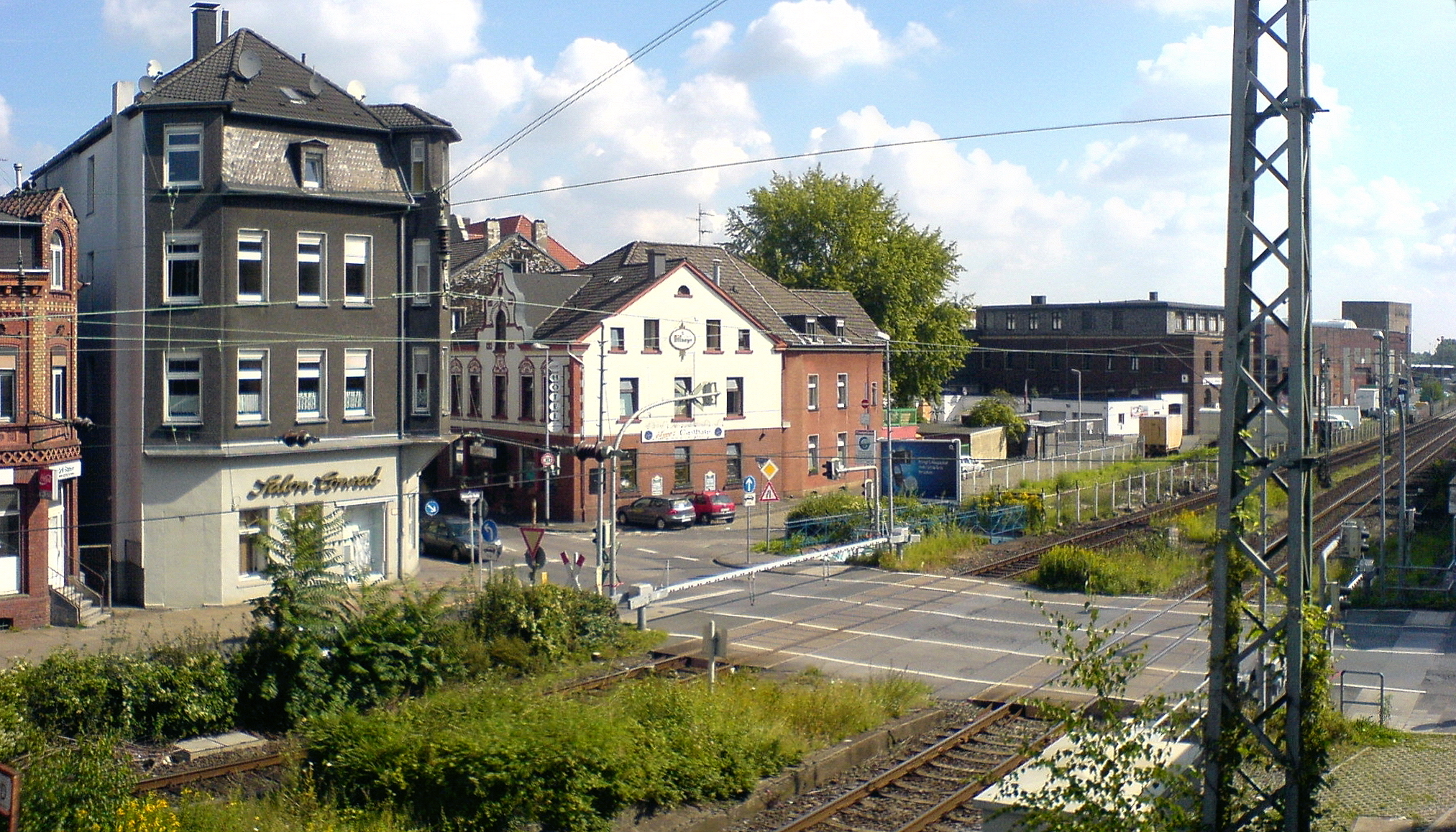
Bahnübergang neben dem Haltepunkt

Im Volksmund ist der Bahnhof unter dem Namen Wie-A-No bekannt und der Bahnübergang trägt den Namen Glück-Auf-Schranke. Das stammt aus der Zeit vor der Eröffnung der parallelen Neubaustrecke zwischen Dortmund und Witten im Jahr 1988, als die Strecke wesentlich stärker befahren wurde, von Zügen des Nah- und Fernverkehrs und auch von sehr vielen Güterzügen. Seinerzeit hatte man Glück, wenn die Schranke auf war.